# Шатько, Николай Васильевич
Николай Васильевич Шатько (1924 — 1974) — советский передовик производства в авиационной промышленности. Герой Социалистического Труда (1971).

## Биография
Родился 28 октября 1924 года в селе Квасниковка, Энгельсского района Саратовской области в крестьянской семье.
В 1939 году окончил восемь классов сельской школы. В 1940 году начал трудовую деятельность — колхозником в колхозе «Путь к коммунизму». С 1942 года работал на военном заводе № 213 в городе Энгельсе — ученик паяльщика.
С 1944 года был призван в РККА. В 1945 году окончил Энгельсскую военно-морскую объединённую школу, после окончания служил мотористом. В 1947 году был демобилизован из Советской армии.
С 1947 года работал слесарем-инструментальщиком Терновской машинно-тракторной станции. В 1948 году вернулся на филиал завода п/я 13, с которого уходил в армию. С 02.01.1967 г. завод переименовали в Энгельсский Приборостроительный завод, а позже (в 80-е годы XX века) филиал завода стал самостоятельным предприятием ПО «Сигнал»,выполняющим заказы для оборонной и космической промышленности и приборы для народного хозяйства.
Н. В. Шатько на заводе занимался сборкой и испытанием точных приборов. Вскоре возглавил первую опытную бригаду по освоению и внедрению новых изделий. В 1963 году одним из первых Н. В. Шатько на заводе добился звания «Ударник коммунистического труда».
28 апреля 1963 года Указом Президиума Верховного Совета СССР Н. В. Шатько «за отличие в труде» был награждён Орденом Знак Почёта.
В 1968 году заочно окончил вечерний техникум при заводе. Бригадой Н. В. Шатько было освоено и внедрено в производство более 50 % всех новых изделий, освоенных заводом. Коллектив бригады освоил и внедрил водомерный прибор для сельскохозяйственного производства, а коллектив цеха досрочно изготовил весь заказ. По предложению Н. В. Шатько в цехе были созданы участки доработки и полировки контактов, внедрена универсальная установка с кнопочным переключателем для проверки и регулировки изделий и другие предложения. Только за годы 8-й пятилетки с 1966 по 1970 годы Н. В. Шатько подал более двадцати рационализаторских предложений с общим экономическим эффектом более 20 тысяч рублей.
26 апреля 1971 года закрытым Указом Президиума Верховного Совета СССР «за выдающиеся заслуги в выполнении заданий пятилетнего плана 1966—1970 годов и создание новой техники» Николай Васильевич Шатько был удостоен звания Героя Социалистического Труда с вручением Ордена Ленина и золотой медали «Серп и Молот».
Работал на предприятии до последнего дня жизни. Скоропостижно скончался 15 января 1974 года. Похоронен на кладбище села Квасниковка, Энгельсского района Саратовской области.

## Награды
- Медаль «Серп и Молот» (26.04.1971)
- Орден Ленина (26.04.1971)
- Орден Знак Почёта (28.04.1963)
- Бронзовая медаль ВДНХ